# Саддам (имя)
Садда́м (араб. صدام‎ — Садда́м) — мужское имя арабского происхождения, в переводе с арабского означает «наносящий удар», «поражающий». Распространено у многих народов, исповедующих ислам.

## Известные носители
- Саддам Хусейн (1937—2006) — иракский политический деятель, президент Ирака
- Саддам Камель (1952—1996) — иракский политический деятель